# El señor Villanueva y su gente
El señor Villanueva y su gente és una sèrie de TV estrenada per Televisió espanyola el 16 d'agost de 1979, dirigida per Manuel Ripoll amb guions del dramaturg Víctor Ruiz Iriarte. Va substituir Que usted lo mate bien.

## Argument
La sèrie narra, en to de comèdia, les peripècies d'una família benestant amb xalet als afores, i integrada per Nicolás, el cap de família, advocat, liberal i que sempre va voler ser diputat; Cristina, la seva esposa, excèntrica i malgastadora; els fills de tots dos, Nico - estudiant d'Arquitectura, moter, conservador i enamorat de la minyona - i Lina - la rebel -, l'àvia rondinaire i Rosita, la minyona.

## Repartiment
- Ismael Merlo - Nicolás
- Lola Herrera - Cristina, va obtenir el TP d'Or 1979 com a Millor Actriu Nacional.[2]
- Amelia de la Torre - Àvia
- Gonzalo - Nico
- Carmen Utrilla. - Lina
- Verónica Urueta. - Rosita

Entre els actors i actrius convidats que van intervenir en algun episodi de la sèrie s'inclouen:
- Julia Gutiérrez Caba
- Luisa Sala
- Juan Ramón Sánchez
- Inés Morales